# Ajjelet Zurer
Ajjelet Zurer (hebr.) איילת זורר, (ang.) Ayelet Zurer (ur. 28 czerwca 1969 w Tel Awiwie) – izraelska aktorka, laureatka nagrody Izraelskiej Akademii Filmowej za rolę w obrazie Tragedie Niny. Wystąpiła m.in. w filmach Anioły i demony i Człowiek ze stali.

## Filmografia
Filmy fabularne
- 1991: Pożegnalny list (Pour Sacha) jako Szoszana
- 1993: Nikmato Shel Itzik Finkelstein jako Debbie
- 1998: Ha-Dybbuk B’sde Hatapuchim Hakdoshim jako Lea
- 2001: Laila Lelo Lola jako Oszrit
- 2001: Desperado Square (Kikar Ha-Halomot) jako Gila
- 2003: Isz Ha-Haszmal jako Becki
- 2003: Tragedie Niny (Ha’Asonot Szel Nina) jako Nina
- 2004: Mashehu Matok jako Tamar
- 2004: Maktub jako Michal
- 2005: Monachium (Munich) jako Daphna
- 2007: Ulotne fragmenty (Fugitive Pieces) jako Michaela
- 2007: Rak Klavim Ratzim Hofshi jako Telma
- 2008: 8 części prawdy (Vantage Point) jako Veronica
- 2008: Adam zmartwychwstały (Adam Resurrected) jako Jenny
- 2009: Anioły i demony (Angels & Demons) jako Vittoria Vetra
- 2009: Lightbulb jako Gina
- 2011: A Year in Mooring jako kelnerka
- 2012: Darling Companion jako Carmen
- 2013: Człowiek ze stali (Man of Steel) jako Lara Lor-Van
- 2015: Ostatni rycerze jak Naomi
- 2015: Last Days in the Desert jako Matka
- 2016: Ben-Hur jako Naomi Ben-Hur

Seriale telewizyjne
- 1992-1993: Inyan Shel Zman jako Noga Caspi
- 1997-1999: Florentine jako Szira Szteinberg
- 1999: Zinzana jako Hanita Rozen 'Georgi'
- 2005: BeTipul jako Na’ama Lerner
- 2005: Hadar Milhama jako Ja’el Siegler
- 2013: Shtisel jako Elisheva
- 2016: Daredevil jako Vanessa Marianna